# Юр'єв Борис Миколайович
Бори́с Микола́йович Ю́р'єв (рос. Борис Николаевич Юрьев; нар. 29 жовтня (10 листопада) 1889, Смоленськ — пом. 14 березня 1957, Москва) — видатний радянський вчений в області авіації, дійсний член Академії наук СРСР, генерал-лейтенант інженерно-технічної служби. Лауреат Державної премії СРСР (1943, 1946).

## З життєпису
Б. М. Юр'єв закінчив МВТУ ім. Баумана (1919). Викладач і начальник аеродинамічної лабораторії МВТУ, викладач в Академії Повітряного Флоту (нині ВПІА ім. Н. Е. Жуковского), начальник кафедри аеродинаміки, заступник начальника академії (1942—1948). У 1925—1926 роках керував відділом ЦАГІ з проектування вертольотів. З 1930 по 1936 р.р.. — заступник директора МАІ, завідувач кафедрою експериментальної аеродинаміки і грібних гвинтів (1930—1943).
Керував спорудою аеродинамічних труб ЦАГІ, МВТУ, ВПІА ім. Жуковского, МАІ і розробкою методики аеродинамічного експерименту. Один з ініціаторів створення МАІ, де розвернув широку діяльність з будівництва аеродинамічної лабораторії, яка стала самостійним науково-дослідним центром.
Академік Б. М. Юр'єв є основоположником російського вертолітобудування. Він винайшов одногвинтову схему вертольота і пристрій управління несним гвинтом, що отримав назву автомат перекосу, без якого неможливий сталий керований політ вертольота. У 1912 році він побудував перший в Росії вертоліт одногвинтової схеми.
Академік Б. М. Юр'єв заклав основи радянської науки про вертольоти. Під його науковим керівництвом у відділі особливих конструкцій ЦАГІ був побудований вертоліт ЦАГІ 1ЕА, на якому в 1932 році конструктором цього вертольота А. М. Черемухіним був встановлений світовий рекорд висоти польоту — 605 м.
У 1940 році організував ОКБ-3 при МАІ, де був створений вертоліт поперечної схеми «Омега» конструкції И. П. Братухіна.
За ініціативою Б. М. Юр'єва в МАІ створена кафедра «Конструкції і проектування вертольотів» (1952), яку він очолював останніми роками життя, написав перший вітчизняний підручник з аеродинамічного розрахунку вертольота.
Похований в Москві на Новодевічому кладовищі.